# ألبرت أنان
ألبرت أنان (بالإنجليزية: Ebenezer Annan)‏ هو لاعب كرة قدم غاني، ولد في 2002.

## وصلات خارجية
- ألبرت أنان على موقع قاعدة بيانات كرة القدم.إي يو (الإنجليزية)
- ألبرت أنان على موقع بيانات كرة القدم. دي إي (الألمانية)
- ألبرت أنان على موقع ناشيونال فوتبول تيمز (الإنجليزية)
- ألبرت أنان على موقع Soccerbase.com (لاعب) (الإنجليزية)
- ألبرت أنان على موقع Soccerway.com (الإنجليزية)
- ألبرت أنان على موقع عالم كرة القدم.نت (الإنجليزية)
- ألبرت أنان على موقع GSA (الإنجليزية)